# モハメッド・アミン・ディディ
モハメッド・アミン・ディディ（ディベヒ語: މުހައްމަދު އަމީން ދޮށިމޭނާ ކިލެގެފާނު、Mohamed Amin Didi、1910年7月20日-1954年1月19日）は、モルディブの政治家で国家元首である。
大統領（第一共和政・初代）、財務大臣、貿易大臣を務めた。

## 沿革
1920年、セイロン（現在のスリランカ）に行き、コロンボのセントジョセフ大学に留学。1928年、研究のためにインドに行き、翌1929年モルディブに帰国した。
その後、モルディブ郵便局長、貿易大臣、財務大臣(1942-1952)など政府内で様々なポストを歴任し、国民議会議員も務めた。
国民の支援を受けて、彼は812年続いたスルタン制を廃止し、1953年1月1日にモルディブの初代大統領となったが、彼は常に立憲君主制を支持していた。
スルタンのマジード・ディディと王太子であるハッサン・ファリード・ディディが相次いで死去し、国民議会はアミンを次期スルタンとして選出した。しかしアミンは即位を拒否し、共和制移行を問う国民投票を実施し、賛成多数で共和制へ移行した。